# 陸軍兵器廠
陸軍兵器廠（りくぐんへいきしょう）は、大日本帝国陸軍の機関の一つ。兵器・弾薬・機材などの補給、要塞の備砲工事を担当した。

## 概要
日清戦争後の軍備拡充に対処するため、1897年（明治30年）9月、従前の砲兵方面本署・支署を廃止し陸軍兵器廠が創設された。陸軍大臣隷下の本廠を東京、大阪、門司、台湾の4箇所に設置し、各管区内の師団司令部・台湾守備混成旅団司令部・要塞などの所在地に支廠を置き統括した。
1903年（明治36年）5月、四つの兵器本廠を東京の兵器本廠に統合し、支廠を師団司令部所在地、門司・台北に置き、要塞所在地の支廠は業務を要塞司令部に移管し廃止した。
1918年（大正7年）6月、師団司令部・台湾総督府・関東都督府に兵器部が設置されたことに伴い、師団司令部等所在地の支廠を廃止し6支廠とした。また、1932年（昭和7年）8月、要塞の備砲工事業務を陸軍築城部に移管。
1940年（昭和15年）4月1日、兵器廠と陸軍造兵廠を統合し新組織の陸軍兵器廠となり、新設の陸軍兵器本部の隷下となった。また同時に兵器支廠を兵器補給廠と改称した。

## 沿革
- 1897年（明治30年）9月 - 陸軍兵器廠設置
- 1898年（明治31年）5月10日 - 大阪陸軍兵器支廠が大阪市大手門前倉庫構内旧輜重廠跡に移転[4]。
  - 10月20日 - 小倉陸軍兵器支廠が熊本陸軍兵器支廠内で事務を開始[5]。
  - 10月21日 - 金沢陸軍兵器支廠が名古屋陸軍兵器支廠内に開庁[6]。丸亀陸軍兵器支廠が広島陸軍兵器支廠内に開庁[7]。
- 1899年（明治32年）6月10日 - 大阪陸軍兵器本廠舞鶴支廠が京都府加佐郡舞鶴町に移転[8]。
  - 6月11日 - 大阪陸軍兵器本廠金沢支廠が金沢市旧金沢城内元軍法会議跡に移転[9]。
  - 7月1日 - 基隆陸軍兵器支廠が基隆要塞砲兵大隊内に、澎湖島陸軍兵器支廠が澎湖島媽宮城東町二町目34番戸にそれぞれ開庁[10]。
  - 7月31日 - 函館陸軍兵器支廠が北海道渡島国函館区に開庁[11]。
  - 9月24日 - 金沢陸軍兵器支廠が金沢市出羽町に移転[12]。
  - 10月20日 - 舞鶴陸軍兵器支廠が京都府加佐郡余内村に移転[13]。
  - 10月29日 - 鳴戸陸軍兵器支廠が兵庫県三原郡福良町字白木の新築庁舎に移転[14]。
  - 11月11日 - 小倉陸軍兵器支廠が福岡県企救郡小倉町小倉城内に開庁[15]。
  - 11月13日 - 姫路陸軍兵器支廠が兵庫県姫路市の新築庁舎に移転[15]。
  - 11月15日 - 弘前陸軍兵器支廠が青森県弘前市弘前城内の新築庁舎に移転[16]。
  - 11月22日 - 長崎陸軍兵器支廠が設置され長崎市大黒町で事務を開始[17]。
  - 11月29日 - 丸亀陸軍兵器支廠が香川県多度郡善通寺村に開庁[18]。
  - 12月12日 - 呉陸軍兵器支廠が広島市皆実の新築庁舎に移転[19]。
- 1900年（明治33年）2月22日 - 忠海陸軍兵器支廠が広島県豊田郡忠海町の新築庁舎に移転[20]。
  - 3月14日 - 陸軍兵器本廠が福岡県門司市字切通の新築庁舎に移転[21]。
  - 6月29日 - 佐世保陸軍兵器支廠が長崎県東彼杵郡佐世保村字小佐世保の新築庁舎に移転[22]。
  - 7月25日 - 小倉陸軍兵器支廠が小倉市旧第12師団監督部跡に移転[23]。
  - 9月19日 - 澎湖島陸軍兵器支廠が澎湖島西町天南原の新築庁舎に移転[24]。
- 1901年（明治34年）1月26日 - 基隆陸軍兵器支廠が基隆沙元庄の新築庁舎に移転[25]。
- 1902年（明治35年）4月1日 - 札幌陸軍兵器支廠が上川郡鷹栖村に移転。旭川陸軍兵器支廠と改称して事務を開始[26]。
  - 10月9日 - 旭川陸軍兵器支廠が新築庁舎に移転。10日より事務を開始[27]。
- 1903年（明治36年）1月23日 - 呉陸軍兵器支廠は広島市の野戦砲兵第5連隊営舎に移転[28]。
  - 2月14日 - 丸亀陸軍兵器支廠が善通寺陸軍兵器支廠に改称[29]。
  - 3月30日 - 呉陸軍兵器支廠は広島市段原村の新庁舎に移転[30]。
  - 5月1日 - 四つの兵器本廠を東京の兵器本廠に統合。支廠を師団司令部所在地、門司・台北に置き、要塞所在地の支廠を廃止。大阪陸軍兵器支廠は元大阪陸軍兵器本廠で事務を開始[31]。門司陸軍兵器支廠は元門司陸軍兵器本廠で事務を開始[32]。
  - 5月3日 - 兵器本廠が東京市麹町区永田町1丁目陸軍省構内に移転[33]。東京陸軍兵器支廠は小石川区小石川町元東京陸軍兵器本廠跡に移転[31]。
  - 5月17日 - 元鳴門陸軍兵器支廠を閉鎖[34]。
- 1904年（明治37年）3月8日 - 兵器本廠が東京市麹町区隼町1番地（元教育総監部跡）に移転[35]。
  - 12月31日 - 東京陸軍兵器支廠が東京市四谷区大番町に移転[36]。
- 1908年（明治41年）1月1日 - 東京陸軍兵器支廠が東京市小石川区大塚町に移転[37]。
  - 1月4日 - 岡山陸軍兵器支廠を広島市基町広島陸軍兵器支廠内に設置。久留米陸軍兵器支廠を小倉市旧城内・小倉陸軍兵器支廠内に設置[37]。
  - 2月15日 - 名古屋陸軍兵器支廠が愛知郡鍋屋上野村大字鍋屋に移転し事務を開始[38]。
  - 3月16日 - 久留米陸軍兵器支廠が久留米市に移転[39]。
  - 8月20日 - 岡山陸軍兵器支廠が岡山県御津郡伊島村大字津島の新庁舎に移転[40]。
  - 10月18日 - 豊橋陸軍兵器支廠を愛知県渥美郡高師村に設置し事務を開始[41]。
  - 10月20日 - 宇都宮陸軍兵器支廠を栃木県河内郡姿川村に、高田陸軍兵器支廠を新潟県中頸城郡高城村高田城内にそれぞれ設置し事務を開始[41]。
  - 10月24日 - 京都陸軍兵器支廠を京都府紀伊郡深草村に設置し事務を開始[42]。
- 1913年（大正2年）5月29日 - 大阪陸軍兵器支廠が大阪市東区馬場町1番地に移転[43]。
- 1918年（大正7年）6月 - 師団司令部等所在地の支廠を廃止し6支廠（東京、大阪、名古屋、広島、小倉、龍山）となる。
  - 8月23日 - 小倉陸軍兵器支廠が福岡県企救郡企救町の新庁舎に移転[44]。
  - 10月6日 - 兵器本廠が庁舎改築のため東京市麹町区隼町東京第一衛戍病院構内仮庁舎に移転し事務を開始[45]。
  - 11月1日 - 小倉陸軍兵器支廠門司出張所を門司市旧小倉兵器製造所構内に設置[46]。
- 1919年（大正8年）
  - 3月25日 - 広島陸軍兵器支廠が広島市皆実村比治山兵器庫構内に移転[47]。
  - 4月20日 - 兵器本廠が庁舎改築工事竣工により元庁舎に移転[48]。
- 1923年（大正12年）4月 - 龍山支廠を廃止し、千葉支廠を設置。
- 1932年（昭和7年）8月 - 岡山出張所を支廠に昇格。要塞備砲工事を陸軍築城部に移管。
- 1938年（昭和13年）8月 - 平壌出張所を支廠に昇格。
- 1939年（昭和14年）8月 - 奉天に満州支廠を設置。
- 1940年（昭和15年）4月 - 兵器廠と陸軍造兵廠を統合し新組織の陸軍兵器廠となり、兵器支廠を兵器補給廠と改称。
- 1942年（昭和17年）10月 - 各兵器補給廠は新設の陸軍兵器行政本部に直属となる。

## 歴代兵器本廠長
東京陸軍兵器本廠長
- 押上森蔵 中佐：1897年9月15日 -

門司陸軍兵器本廠長
- 瀬名義利 砲兵大佐：不詳 - 1900年2月6日
- 西村千里 砲兵大佐：1900年2月6日 -

陸軍兵器本廠長
- 押上森蔵 少将：1903年5月1日 - 1910年3月9日
- 兵頭雅誉 少将：1910年3月9日 - 11月30日
- 鶴見数馬 少将：1910年11月30日 - 1913年8月22日
- 楢岡金次郎 少将：1913年8月22日 - 1916年8月18日
- 町田彦二 少将：1916年8月18日 -
- 垂井明平 少将：1919年7月25日 - 1921年7月20日[49]
- 横道復生 少将：1921年7月20日 - 1923年8月6日
- 近藤兵三郎 少将：1923年8月6日 -
- 村瀬文雄 少将：1928年8月10日[50] -
- 三木善太郎 少将：1932年4月11日 - 1935年8月1日[51]
- 高橋貞夫 中将：1935年8月1日[52] -
- 中山徳治 少将：1937年8月2日 -
- 三村友茂 少将：1938年7月15日 -
- 渡辺正夫 少将：1939年3月23日 - 1940年4月1日